# Marvin Santiago
Marvin Santiago, né à San Juan  le 26 décembre 1947 et décédé à Bayamón le 6 octobre 2004 était un chanteur de salsa portoricain qui est devenu célèbre dans toute l’Amérique latine dans les années 1970.
Il a également été occasionnellement comédien pour la télévision portoricaine,.

## Jeunesse
Marvin Santiago est né dans le quartier de Santurce à San Juan, Porto Rico. Dans ses jeunes années, Marvin Santiago a vécu entre les rues Bólivar et Sánchez dans le quartier Parada 22 de Santurce.
À l’âge de 13 ans, Marvin Santiago et sa famille ont déménagé dans le projet de logements sociaux Nemesio Canales où il a finalement été surnommé « El Grifo de Canales » (« Les cheveux crépus de Canales ») par des amis proches et des fans. Marvin Santiago a été diagnostiqué diabétique de type 1 très jeune.
Pendant sa jeunesse, Marvin Santiago participait à des jam sessions dans son quartier ainsi qu’à l’école. En 1966 il est pour la première fois employé en tant que chanteur professionnel avec le groupe de Roberto Valdés « Los Trotamundos ».

## Carrière de chanteur/choriste dans des groupes

### Avec Rafael Cortijo, Gilberto Y Su Sexteto et La Sonora De Felipe Rodríguez
Sur recommandation du joueur de congas Celso Clemente, le célèbre compositeur portoricain Tite Curet Alonso a rencontré Marvin Santiago et l’a amené à une audition pour le groupe de Rafael Cortijo.
Marvin Santiago a été recruté pour chanter avec le groupe de Rafael Cortijo et en trois semaines, il a appris le répertoire du groupe et a commencé à tourner avec eux à travers la République dominicaine, New York et Chicago. Sur un coup de tête, Marvin Santiago a décidé de rester à Chicago. Pendant les pauses du groupe de Rafael Cortijo, Marvin Santiago a joué avec les groupes locaux « Gilberto Y Su Sexteto » et « La Sonora De Felipe Rodríguez ».
Les premiers morceaux enregistrés de Marvin Santiago sont apparus sur l’album de Rafael Cortijo Y Su Bonche « Ahí Na Má! Put It There », sorti en 1968,.
Deux des titres enregistrés où Marvin Santiago était au chant principal, « Vasos En Colores » et « La Campana Del Lechón », ont ensuite été enregistrés par Marvin Santiago en tant qu’artiste solo. Marvin Santiago a également fait dans les chœurs sur d’autres pistes de l’album.

### Avec Johnny «El Bravo» López puis Roberto Angleró
En 1969, Marvin Santiago quitte Chicago et retourne à Porto Rico où il rejoint le groupe de Johnny « El Bravo » López et tourne brièvement avec eux.
Lors d’un engagement avec Johnny López à Coamo, Porto Rico, Marvin Santiago a rencontré Roberto Angleró et a offert ses services en tant que choriste s’il en avait besoin.
Peu de temps après cette réunion, Roberto Angleró avait besoin d’un choriste et a appelé Johnny López pour voir s’il pouvait prêter Marvin Santiago pour faire des chœurs pour son groupe et López a dit à Roberto Angleró « Vous pouvez le garder si vous le voulez »,,.
Marvin Santiago rejoint le groupe de Roberto  Angleró et enregistre en 1970 un album avec eux. L’album a eu un succès mineur avec le titre « Chán Con Chán ». Le morceau « Salao » de l’album a ensuite été enregistré sous le nom de « Safa Diablo » par le groupe de Bobby Valentín avec Marvin Santiago au chant. Un autre morceau de l’album, « El Pantalón », a ensuite été enregistré sous le nom de « El Filo Del Pantalón » par Marvin Santiago en tant qu’artiste solo.

### Avec Bobby Valentín et la Fania All-Stars
Fin 1970, Bobby Valentín, un autre diabétique de type 1, a embauché Marvin Santiago comme chanteur principal de son groupe après le départ de Frankie Hernández. Bobby  Valentin était l’un des membres originaux des Fania All-Stars, un "supergroupe" de salsa composé de musiciens de Fania Records qui comprenait des artistes tels que Celia Cruz, Rubén Blades, Hector Lavoe, Roberto Roena et bien d’autres. Marvin Santiago deviendra un membre occasionnel du groupe, et plus tard un membre à part entière.
Le premier enregistrement de Marvin Santiago avec le groupe de Bobby Valentín est l’album « Rompecabezas », sorti en 1971.
Les chansons « Amolador », « Beso Borracho », « Papel De Payaso » et « Vete Pa' llá » ont été de grands succès de cet album.
Le deuxième enregistrement de Marvin Santiago avec le groupe de Bobby Valentín est l’album « Soy Boricua », sorti en 1972. Beaucoup considéraient l’album comme un classique et la chanson-titre, écrite par Roberto Angleró, un hymne patriotique informel pour les Portoricains. La chanson-titre de l’album, et « Pirata De La Mar » (écrite par Tite Curet Alonso) sont devenus des succès internationaux majeurs.
Marvin Santiago faisait partie du groupe lorsque Bobby Valentín a donné un concert au pénitencier d’État de Río Piedras. Le concert a été enregistré et publié sous forme de deux albums distincts en 1975. "Préstame Tu Caballo et « Dos Soneros » ont été les morceaux les plus populaires interprétés par Marvin Santiago sur l’enregistrement.
Sur l’album de Bobby Valentín de 1976, « Afuera », Marvin Santiago a eu quelques succès. Parmi eux « Son Son Chararí » (écrit par Roberto Angleró) et « El Jíbaro Y La Naturaleza ». Ce dernier est une chanson nostalgique / protestataire avec des connotations environnementales, qui mettait en vedette Barry Rogers, membre de Fania All-Stars, dans un solo de trombone.
Bobby Valentín a été forcé de retirer Marvin Santiago de son groupe en raison de la toxicomanie de Marvin Santiago à l’époque.

### Avec Puerto Rico All Stars
Fin 1976, Marvin Santiago a participé aux chœurs et a été le chanteur principal de la chanson « Los Tambores » sur le premier album éponyme de Puerto Rico All Stars,. Puerto Rico All Stars mettait en vedette exclusivement des musiciens portoricains et était un rival de Fania All-Stars basé à New York.

## Avec Tommy Olivencia et carrière solo
En 1977, Marvin Santiago enregistre et sort son premier album solo « De Los Soneros ». Tito Valentín et Wito Morales ont produit l’album. L’enregistrement a eu les hits « Al Revés » et « De Los Soneros ».
Après cet album, Marvin Santiago a rejoint le groupe de Tommy Olivencia pendant environ un an et a enregistré des morceaux destinés à apparaître sur l’album de Tommy Olivencia Olivencia « Sweat Trumpet Hot « Salsa" ».
Pendant les sessions d’enregistrement, Tommy Olivencia a découvert que Marvin Santiago était toujours sous contrat avec son précédent label et a demandé à Simón Pérez de réenregistrer la voix de Marvin Santiago. Trois titres de ces sessions avec la voix de Marvin Santiago, « Que Dichoso Es », « La Pela » et « Del Montón », sont apparus plus tard sur la compilation de Marvin Santiago « 15 Éxitos de Marvin Santiago » publiée par TH Records en 1984.
Le célèbre arrangeur et producteur Jorge Millet connaissait bien Marvin Santiago et leur amitié remonte à la fin des années 1960, lorsqu’ils se sont rencontrés alors qu’ils vivaient tous les deux dans la ville de Chicago. Jorge Millet était conscient du potentiel de Marvin Santiago et, en tant qu’ami, voulait lui donner un coup de main en lui donnant l’occasion d’enregistrer en tant qu’artiste solo[6]. En tant que producteur et dénicheur de talents pour TH Records, Jorge Millet a été en mesure de fournir les arrangements, les musiciens et les illustrations du premier album de Marvin Santiago avec le label. [7][8]
L’album , « Fuego A La Jicotea », est sorti en 1979. L’album a eu beaucoup de succès et est considéré comme un classique pour de nombreux fans de musique. La chanson-titre de l’album, écrite par Rafael Cortijo, a été un succès majeur à Porto Rico et au Venezuela. La chanson était une ode à peine voilée à la marijuana. Le remake par Marvin Santiago d’une chanson de l'époque de sa collaboration avec Rafael Cortijo, « Vasos En Colores », a également été un succès majeur de l’album et est resté dans son répertoire live tout au long de sa carrière. D’autres succès de l’album sont « La Picúa », un hommage voilé à l’anatomie féminine, et « El Mangoneo » (un Mozambique très dans le style du « Sorongo » de Rafael Cortijo).
L’album suivant de Marvin Santiago, « Caliente Y Explosivo », sorti en 1980, a été un autre succès. Il avait également Jorge Millet comme arrangeur, pianiste et directeur musical. Jorge Millet a également conçu la pochette de cet album. L’album contient les hits « Al Son De La Lata Baila El Chorizo » (joué à l’origine par Ismael Rivera quand il faisait partie de Cortijo Y Su Combo), « El Tiburón De Agua Dulce » (Écrit par Jorge Millet et le plus long morceau studio Marvin Santiago jamais enregistré à un peu plus de sept minutes avec un solo de piano étonnant de Jorge Millet), « La Buruquena De Doña Inés » et « Esta Noche Sale El Lobo ».
Beaucoup de chansons dans les albums solo de Marvin Santiago étaient rapides, pleines d’intensité et chargées d’humour et de double sens. Marvin Santiago était un grand "Sonero", c'est-à-dire un maître improvisateur qui utilisait des « soneos » (vers rimés communs à la musique Salsa) avec un fort sens de l’allitération, de la consonance et du rythme qui a été décrit une fois par Rubén Blades de cette façon: « (Rythmiquement) Marvin Santiago est capable d’installer un camion Mack dans une place de parking où une Volkswagen Beetle ne logerait même pas. »  Il a également utilisé de fortes figures de style portoricaines et de l’argot qui lui ont finalement valu le surnom de « El Sonero del Pueblo ».

## Pendant son emprisonnement
En 1980, au sommet de sa popularité, Marvin Santiago a été arrêté et emprisonné pour possession de cocaïne. Il a purgé en prison un peu plus de cinq des dix années où il a été condamné en raison de sa bonne conduite. Ruben Blades a rendu visite à Marvin Santiago alors qu’il était en prison, ce dont Marvin Santiago était éternellement reconnaissant envers lui.
Peu de temps après son entrée en prison, Marvin Santiago est devenu un chrétien né de nouveau et a cessé de consommer de la drogue. Dans le cadre de son programme de réadaptation, Marvin Santiago est devenu le directeur d’un groupe de prisonniers qui ont consacré leurs efforts à des programmes de sensibilisation à la prévention de la toxicomanie (Confinados En Acción Y Prevención). Marvin Santiago s’est rendu dans des universités et des écoles publiques pour donner des conférences sur la prévention de la toxicomanie.
En juillet 1981, Jorge Millet meurt d’une crise cardiaque. Marvin Santiago a eu droit à un laissez-passer de prison pour assister au salon funéraire où reposait le corps de Millet et rendre hommage à son ami.
Fin 1981, Marvin Santiago sort l’album « Adentro » (« Inside »). Le titre de l’album faisait référence au fait que Marvin Santiago était en prison. L’album a été enregistré en direct à la prison régionale de Bayamón et les voix ont ensuite été surdoublées dans un studio de fortune à la prison.
Un succès mineur de l’album était « Auditorio Azul » (Basé sur le fait que les uniformes de prison dans cet établissement étaient de couleur bleue).
En 1982, Marvin Santiago a été invité et a participé au troisième festival de théâtre pénitentiaire qui s’est tenu au Venezuela.
Marvin Santiago a enregistré trois autres albums studio pendant qu’il purgeait sa peine. Les albums n’ont pas été reçus aussi bien que les albums précédents en raison d’une combinaison de facteurs. Parmi ces facteurs figuraient : des arrangements qui n’étaient pas au même niveau que ceux fournis par Jorge Millet, le réveil spirituel de Marvin Santiago qui a déteint sur ses paroles (ce qui n'a pas été apprécié par ses premiers fans), et la montée en puissance de groupes merengue tels que le Conjunto Quisqueya basé à Porto Rico et Freddie Kenton Orchestra, ainsi que de nouveaux talents locaux tels que Eddie Santiago, Gilberto Santa Rosa, et Frankie Ruiz qui ont popularisé la « Salsa romantica », qui a finalement déplacé des sujets plus urbains dans les chansons de salsa.

## Après sa libération
Marvin Santiago a joué plusieurs spectacles à l’extérieur de la prison pendant qu’il purgeait sa peine.
Marvin Santiago a gagné plus de 100 000 dollars grâce à ces présentations.
Au moment où il a quitté la prison, le compte bancaire contenant les revenus de ses présentations en prison avait environ 2 500 dollars restants.
Peu de temps après que Marvin Santiago l’ait découvert, il a divorcé de sa femme.
Même si la renommée de Marvin Santiago a un peu diminué au moment quand il a terminé sa peine de prison, il a pu garder un emploi du temps chargé en faisant des tournées à Porto Rico et dans d’autres pays d’Amérique latine.
Marvin Santiago est également apparu à la télévision portoricaine à plusieurs reprises, souvent en tant que comédien dans les émissions de télévision produites par Luisito Vigoreaux.
Marvin Santiago a rejoint Bobby Valentín en 1991 pour enregistrer de nouvelles versions d’anciennes chansons qu’il a faites avec Bobby Valentín pour un CD commémorant le 25e anniversaire de Bobby Valentín dans l’industrie de la musique.
Marvin Santiago a également participé à un concert célébrant le 25e anniversaire de Bobby Valentín, sorti plus tard en DVD.
Le dernier album studio de Marvin Santiago avec Bobby Valentín, « Donde Lo Dejamos », est sorti en 1992.
À cette date, il était perceptible que la voix de Marvin Santiago commençait à s’estomper et à devenir de plus en plus rauque en raison d’un mauvais coaching vocal.
En 1999, la Chambre des représentants de Porto Rico a rendu hommage au Capitole pour honorer la carrière musicale de Marvin Santiago.
En 2000, Marvin Santiago a participé à la pièce de théâtre « El Hospitalillo » au Théâtre Carmen Delia Dipiní qui a été acclamé par la critique. [11]
En août 2000, Marvin Santiago a participé à la célébration du 40e anniversaire de Tommy Olivencia en tant que chef d’orchestre à l’amphithéâtre Tito Puente, à San Juan.
Le concert a été enregistré et publié sur CD l’année suivante.
En juillet 2001, quelques-uns de ses collègues musiciens ont organisé un concert hommage à Marvin Santiago. Le concert a eu lieu à l’amphithéâtre Tito Puente et certains des artistes partageant la scène avec Marvin Santiago étaient Vitín Avilés, Carlos « Cano » Estremera, Meñique, Guillo Rivera et Luigi Texidor.
En 2002, Marvin Santiago a rejoint la liste des chanteurs et musiciens qui ont participé au concert du 35e anniversaire de Bobby Valentin au pénitencier d’État de Río Piedras. Parmi les stars figuraient Rubén Blades, Cheo Feliciano, Pedro Guzmán, Giovanni Hidalgo, Papo Lucca, Roberto Roena et Luigi Texidor.
Le concert a été filmé et sorti en DVD.
Pendant quelques années jusqu’au début de 2003, Marvin Santiago a partagé une émission de radio populaire tous les samedis soirs avec JC « El Babalao » Cordero.
Le programme, « Salsa Gorda », présentait de la musique salsa des années 1970 et 1980.
En mars 2004, un concert hommage a eu lieu à l’amphithéâtre Tito Puente, à San Juan par plusieurs musiciens pour célébrer la carrière musicale de Marvin Santiago. [12]
Parmi les interprètes figuraient Luisito Carrión, Oscar D'León, Elías Lopes, Andy Montañez, Luis « Perico » Ortíz et Domingo Quiñones.
Le concert a été filmé et publié sur CD et DVD.
En mai 2004, Marvin Santiago a fait partie des chanteurs et des collègues musiciens qui ont participé à un concert hommage dédié au 45e anniversaire de la carrière musicale de Tommy Olivencia. [13]
Marvin Santiago, qui a adopté le surnom « Marvelous » de Marvin Hagler (à la fois en raison de leur prénom commun et du fait que, à un moment donné, sa tête était rasée chauve comme celle de Marvin Hagler), avait entamé des conversations pour rejoindre un retour de Fania All-Stars en hommage à Celia Cruz à l’été 2004, mais il est ensuite tombé gravement malade.

## Mort
Le diabète de Marvin Santiago a commencé à nuire à sa santé au cours des années 1990. En octobre 1996, Marvin Santiago a été amputé de la jambe droite après avoir été amputé de trois orteils à trois reprises quelques mois plus tôt. Il a également commencé à avoir des problèmes de vue.
En novembre 2002, Marvin Santiago a subi deux crises cardiaques suivies d’une insuffisance rénale majeure en février 2003. Après l’incident d’insuffisance rénale, Marvin Santiago a dû subir un traitement de dialyse. Le nom de Marvin Santiago a été placé sur une liste d’attente pour une greffe de rein, mais n’a pas pu obtenir de donneur.
Marvin Santiago a perdu la vision d’un œil et a subi de graves lésions rénales, cardiaques et hépatiques dans les semaines précédant sa mort. Dans l’après-midi du 6 octobre 2004, après de nombreuses années de problèmes de santé, Marvin Santiago est décédé à l’âge de 56 ans à l’hôpital San Pablo de Bayamón. Ses funérailles ont été bien suivies par le public et ses amis musiciens dont son frère Billyván qui lui a rendu un hommage en musique, jouant de la plena.

## Héritage
Dans le quartier de Villa Palmeras à Santurce, il y a une place nommée « Plaza De Los Salseros » honorant la mémoire de sommités distinguées de la musique Salsa. En décembre 2009, un buste (sculpture) de Marvin Santiago et une plaque ont été ajoutés pour honorer son héritage musical. Sa fille, Roseann Santiago, est venue de Chicago pour assister à la révélation de sa sculpture. Les autres artistes honorés sur la place sont Rafael Cortijo, Héctor Lavoe, Tommy Olivencia, Tito Puente, Ismael Rivera et Pellín Rodríguez. [14]
Marvin Santiago a laissé un héritage de chansons encore entendues et de phrases populaires encore utilisées à Porto Rico. Une phrase était une affirmation: « ¡O-fi-cial! ». Une autre, un flot de références aux villes portoricaines: « ¡Baya-móntate, Barran-quítate, Vega Bájate, Ad-júntate! », traduit approximativement par « allez-y, sortez du chemin, descendez, réunissez-vous! », mentionnés le long des noms de Bayamón, Barranquitas, Vega Baja et Adjuntas. Un troisième était : « ¡Linda Melodía! » (Belle mélodie !), qu’il prononçait lorsqu’un arrangement musical était particulièrement complexe ou remarquable. Il a également utilisé des noms codés pour désigner les drogues: « ¡Guayacol, con uña rallá! » était son nom codé pour la cocaïne, et « ¡Acetileno! » sa référence pour l’héroïne. Après sa conversion religieuse, cependant, Marvin Santiago a affirmé que la seule substance dans sa vie à partir de ce moment, en plus de l’insuline  dont il avait besoin quotidiennement pour son diabète, était la « Cristomicina », un mot-valise du nom du Christ et de l’érythromycine.

## Discographie

### Singles
| Artiste                                      | Titre                                       | Année de sortie | Label            |
| Roberto Angleró Y Su Combo Candela           | Rosa Blanca/Chan Con Chan                   | 1970            | GEMA 1662        |
| Bobby Valentín                               | Pobre Soy/Copas De Soledad                  | 1971            | FANIA 600        |
| Bobby Valentín                               | Beso Borracho/Papel De Payaso               | 1971            | FANIA 608        |
| Bobby Valentín                               | Vete Pa'lla/Besos Brujos                    | 1971            | FANIA 629        |
| Bobby Valentín                               | Soy Boricua/Aquella Mujer                   | 1972            | FANIA 654        |
| Bobby Valentín                               | Guaraguao/Cuando Te Vea                     | 1974            | FANIA 684        |
| Bobby Valentín                               | Safa Diablo/Siempre Junto A Tí              | 1974            | FANIA 717        |
| Bobby Valentín                               | Bella Mujer/ Porque Te Fuiste               | 1974            | FANIA 728        |
| Marvin Santiago                              | Mujer De Cabaret/Caliplena                  | 1977            | Discologro 210   |
| Marvin Santiago                              | De Los Soneros/Novia Mía                    | 1977            | Discologro 712   |
| Marvin Santiago                              | Fuego A La Jicotea/Si Dios Me Quita La Vida | 1979            | THS-527          |
| Marvin Santiago                              | El Mangoneo/Me Mata O Lo Mato               | 1979            | THS-538          |
| La Solución/Marvin Santiago                  | Una Canita Al Aire/Estaca De Guayacán       | 1981            | TH-709           |
| Marvin Santiago                              | Me Está Que Se Hace/Sonará Una Voz          | 1982            | TH-799           |
| Marvin Santiago                              | La Campana Del Lechón/El Aroma              | 1982            | TH-814           |
| Marvin Santiago                              | El Regreso De Mambrú/Explicame Tú           | 1987            | TH-1246          |
| Marvin Santiago                              | Cúbreme/Después                             | 1988            | TH-1350          |
| Marvin Santiago                              | Corazón Desesperado/Aquella Primera Noche   | 1988            | TH-1396          |
| Víctor Manuelle, Miky Woodz, Marvin Santiago | Vamo’ a Ver Si el Gas Pela                  | 2022            | Sony Music Latin |

### Albums
| Artiste                                  | Titre                                                | Année de sortie | Label                  |
| Rafael Cortijo y Su Bonche               | Ahí Na Má! Put It There                              | 1968            | Tico Records TSLP-1183 |
| Roberto Angleró Y Su Combo               | Roberto Angleró Y Su Combo                           | 1970            | GEMA Records LPGS-3088 |
| Bobby Valentín                           | Rompecabezas                                         | 1971            | FANIA LP 00418         |
| Bobby Valentín                           | Soy Boricua                                          | 1972            | FANIA LP 00439         |
| Bobby Valentín                           | Rey Del Bajo                                         | 1974            | FANIA LP 00457         |
| Bobby Valentín                           | In Motion                                            | 1974            | FANIA LP 00469         |
| Bobby Valentín                           | Va A La Cárcel Vol.1                                 | 1975            | Bronco SLP 00101       |
| Bobby Valentín                           | Va A La Cárcel Vol.2                                 | 1975            | Bronco SLP 00102       |
| Bobby Valentín                           | Afuera                                               | 1976            | Bronco SLP 00104       |
| Puerto Rico All Stars                    | Puerto Rico All Stars                                | 1976            | PRAS Records LP-1976   |
| Marvin Santiago                          | De Los Soneros Vol.1                                 | 1977            | Discologro LP 00712    |
| Marvin Santiago                          | Fuego A La Jicotea                                   | 1979            | TH Records THS-2061    |
| Marvin Santiago                          | Caliente Y Explosivo!                                | 1980            | TH Records THS-2089    |
| Marvin Santiago                          | Adentro: En Vivo Desde La Cárcel Regional De Bayamón | 1981            | TH Records TH 2148     |
| Familia TH                               | Primer Concierto De La Familia TH                    | 1981            | TH Records TH-AMF 2154 |
| Marvin Santiago                          | El Hijo Del Pueblo                                   | 1982            | TH Records TH-AMF 2210 |
| Familia TH                               | Segundo Concierto De La Familia TH                   | 1983            | TH Records TH-AMF 2244 |
| Marvin Santiago                          | El Sonero Del Pueblo                                 | 1985            | TH Records TH-AMF 2326 |
| Marvin Santiago                          | Oficial! Y Ahora... Con Tremenda Pinta!              | 1986            | TH Records TH-AMF 2433 |
| Marvin Santiago                          | Bregando Con Lo Mejor                                | 1988            | TH Records TH-2539     |
| Marvin Santiago                          | El Filo Del Pantalón                                 | 1990            | TH Records TH-2748     |
| Bobby Valentín                           | 25 Aniversario Del Rey Del Bajo                      | 1991            | Bronco SO-2509         |
| Bobby Valentín                           | Donde Lo Dejamos                                     | 1992            | Bronco 163             |
| Marvin Santiago                          | Oficial                                              | 1995            | Parcha 2008            |
| Grupo Mapeyé                             | Parrandas Que Llegan                                 | 1999            | Max 72248              |
| Tommy Olivencia                          | 40 Aniversario                                       | 2001            | AJ Records 1176        |
| Bobby Valentín                           | 35° Aniversario En Vivo - Vuelve A La Cárcel         | 2002            | Bronco 171             |
| Jazz Hamilton y las Estrellas del Pueblo | Las Estrellas Del Pueblo                             | 2004            | Roosevelt Records 2004 |
| Puerto Rican Masters                     | Tributo Al Sonero Del Pueblo: Marvin Santiago        | 2005            | AJ Records AJ-71440    |